# 2MASS J14044167+0235501
2MASS J14044167+0235501 ist ein L1-Zwerg im Sternbild Jungfrau. Er wurde 2002 von Suzanne L. Hawley et al. entdeckt.